# Makemo
Makemo – atol w Polinezji Francuskiej, ponad 600 km od Tahiti, 720 mieszkańców.

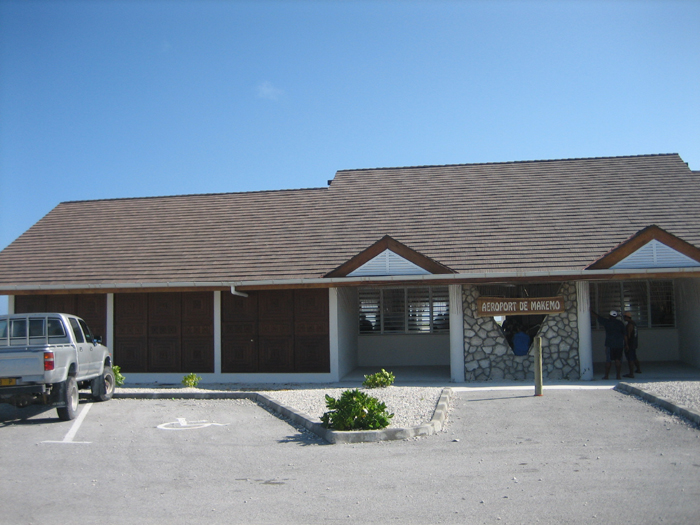
Port lotniczy w Makemo
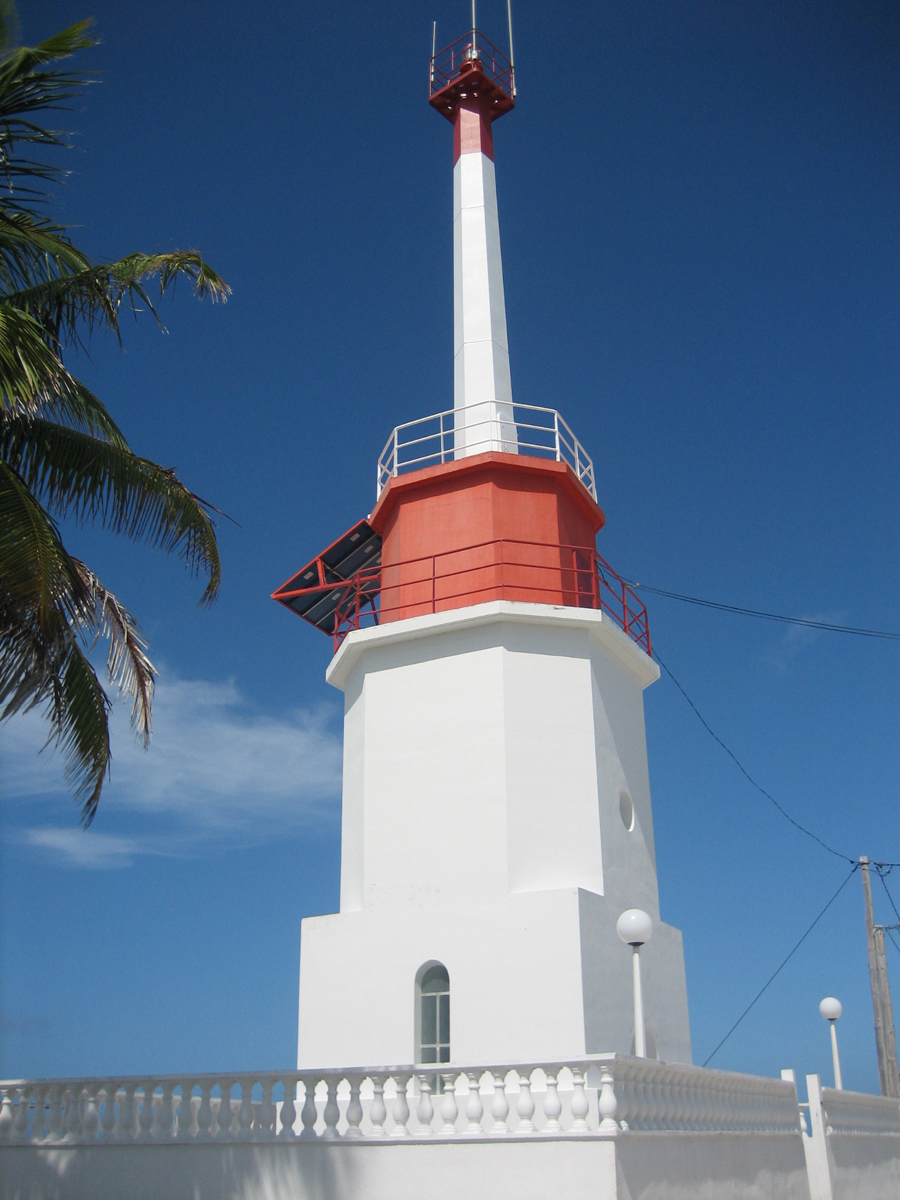
Latarnia morska w Makemo
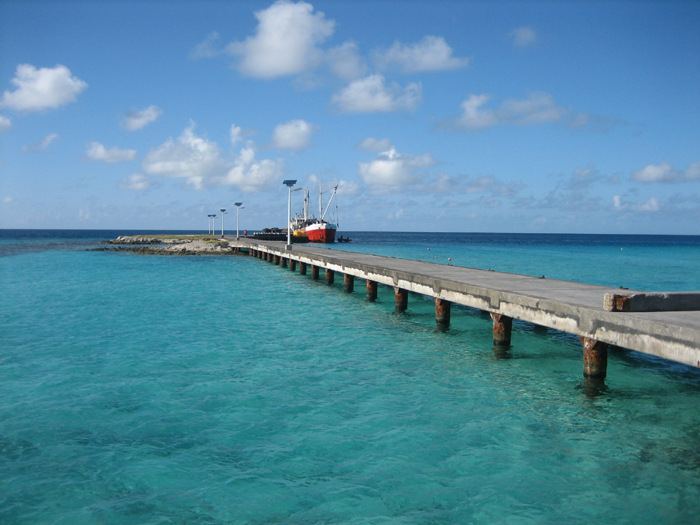
Port w Makemo
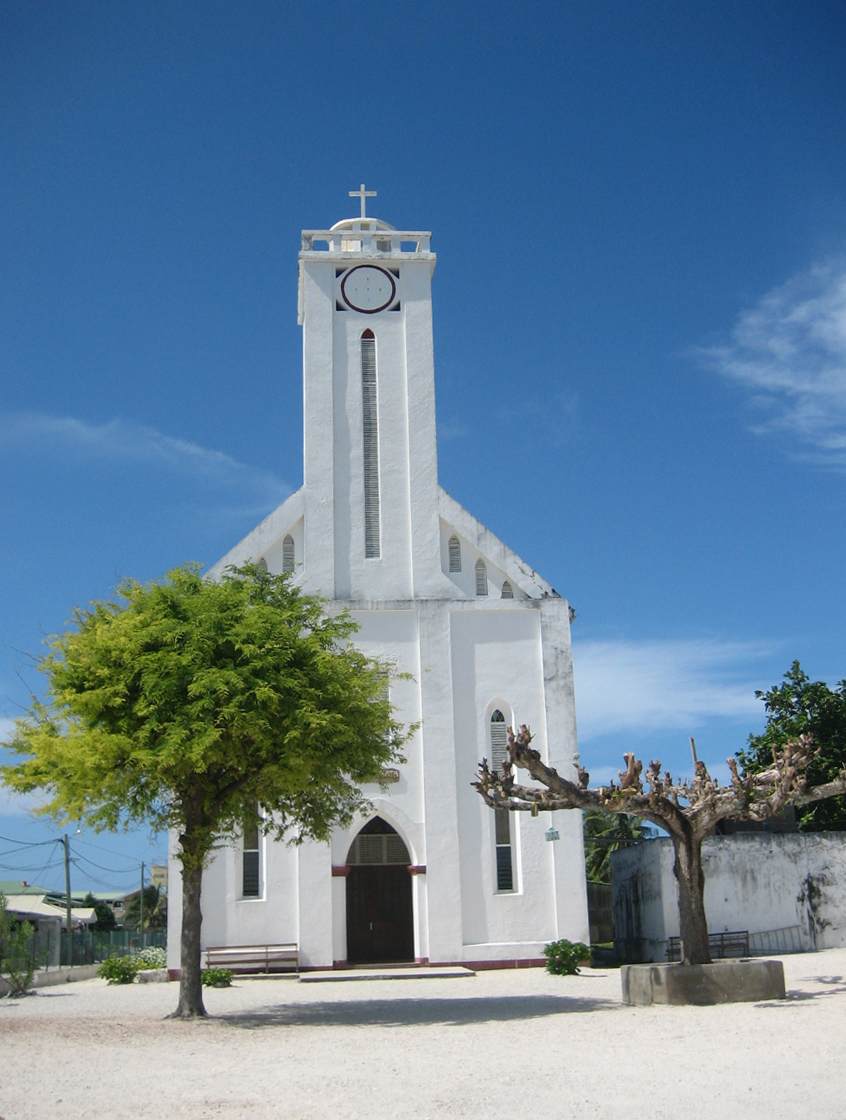
Kościół w Makemo